# Anett György
Anett György (Esztergom, 7 oktober 1996) is een Hongaars autocoureur.

## Carrière
György begon haar autosportcarrière in 2013 in de Lotus Ladies Cup, waarin zij tijdens haar twee seizoenen meerdere podiumplaatsen en één pole position behaalde. Zij eindigde respectievelijk als vijfde en vierde in het kampioenschap in deze seizoenen. In 2015 maakte zij de overstap naar de Hongaarse Lotus Cup en werd tiende in de eindstand, terwijl ze de Ladies Cup dat jaar wist te winnen.
In 2016 startte György niet in races, maar in 2017 maakte zij de overstap naar de European Touring Car Cup, waarin zij in een Seat León TCR uitkwam voor het team Zengő Motorsport. Voor dit team maakte zij dat jaar ook haar debuut in de TCR International Series tijdens haar thuisrace op de Hungaroring. Zij eindigde in deze races als achttiende en zeventiende.